# Podosoje, Bileća
Podosoje je naselje v občini Bileća, Bosna in Hercegovina. 

## Deli naselja
Čukovići, Duboki Do, Gradac, Ljeskovac, Poddubovac, Podosoje, Podtuhor, Prla in Zakotina.

## Prebivalstvo
| Pregled števila prebivalcev po letih | Pregled števila prebivalcev po letih | Pregled števila prebivalcev po letih | Pregled števila prebivalcev po letih | Pregled števila prebivalcev po letih | Pregled števila prebivalcev po letih |
| ------------------------------------ | ------------------------------------ | ------------------------------------ | ------------------------------------ | ------------------------------------ | ------------------------------------ |
| 1948                                 | 1953                                 | 1961                                 | 1971                                 | 1981                                 | 1991                                 |
| -                                    | -                                    | -                                    | 511                                  | 764                                  | 971                                  |

| Narodna sestava prebivalstva po letih                                                                                      | Narodna sestava prebivalstva po letih                                                                                      | Narodna sestava prebivalstva po letih                                                                                      |
| --- | --- | --- |
| 1971 | 1981 | 1991 |
| . skupaj: 511 Srbi 508 (99,41 %) Hrvati 0 (0,00 %) Muslimani 0 (0,00 %) Jugoslovani 0 (0,00 %) drugi in neznano 3 (0,58 %) | . skupaj: 764 Srbi 758 (99,21 %) Hrvati 1 (0,13 %) Muslimani 0 (0,00 %) Jugoslovani 4 (0,52 %) drugi in neznano 1 (0,13 %) | . skupaj: 971 Srbi 967 (99,58 %) Hrvati 0 (0,00 %) Muslimani 0 (0,00 %) Jugoslovani 0 (0,00 %) drugi in neznano 4 (0,41 %) |